# 도요오카촌 (야마나시현)
도요오카촌(豊岡村)은 야마나시현 미나미코마군에 있던 촌이다. 현재의 미노부정 남서부에 해당한다.

## 역사
- 1875년 2월 - 고마군 7개 촌이 합병해 도요오카촌이 성립하였다.
- 1878년 7월 22일 - 군구정촌편직법에 의해, 도요오카촌은 미나미코마군에 소속되었다.
- 1889년 7월 1일 - 정촌제 시행에 의해 도요오카촌이 단독으로 지자체를 형성하였다.
- 1955년 2월 11일 - 미노부정, 시모야마촌, 니시야쓰시로군 오코우치촌과 합병해 새로운 미나미코마군 미노부정이 성립하여, 동일 도요오카촌은 폐지되었다.

## 교통

### 도로
- 국도 제52호선

## 참고문헌
- 角川日本地名大辞典 19 山梨県